# جيرمين فان ديفويت (سباحة)
جيرمين فان ديفويت (المولودة في سبتمبر 1899، والمُتوفاة في 30 أكتوبر 1990) هي سباحة بلجيكية أولمبية.

## الحياة المهنية
كانت جيرمين فان ديفويت البطلة البلجيكية لسباق 100 متر سباحة حرة للسيدات أعوام 1920، و1921، و1922 و1923. كما كانت واحدة من عشر سيدات بلجيكيات فقط شاركن في الألعاب الأولمبية الصيفية لعام 1920، والتي أُقيمت في أنتويرب في الفترة من 20 أبريل حتى 12 سبتمبر 1920. وشاركت في سباق 100 متر سباحة، لكنها خسرت في سباق نصف النهائي وحصلت على المركز الرابع. وكانت البلجيكية الوحيدة التي شاركت في السباق وحصلت على الميدالية البرونزية في سباق 100 متر حرة في أولمبياد السيدات عام 1922.

حصلت يوم الخميس 27 أكتوبر 1955 على الميدالية البرونزية لوسام الاستحقاق الرياضي البلجيكي.

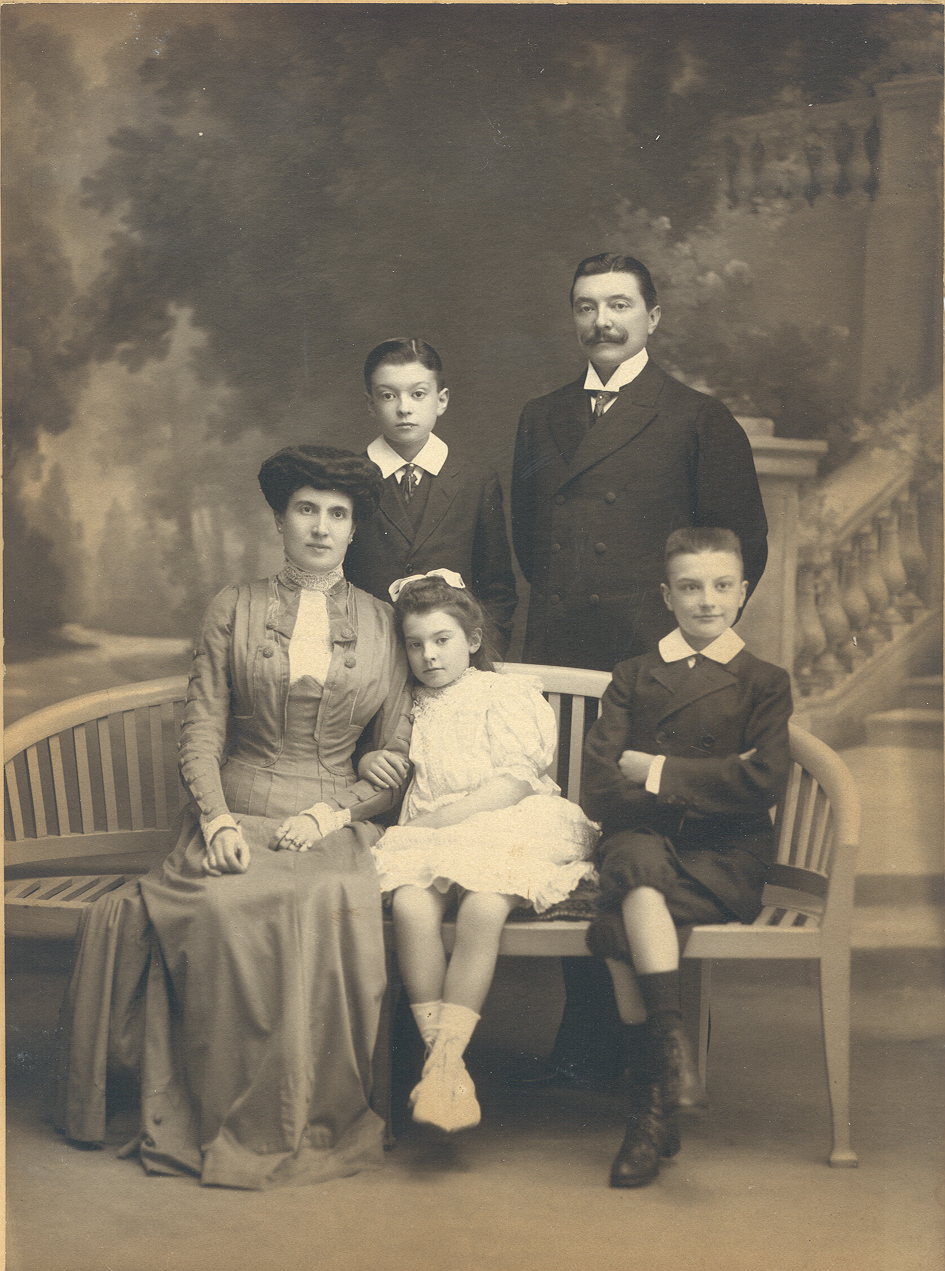
جيرمين مع والديها المهندس المعماريهنري فان ديفويت ويوجيني ماسون وإخوتها.
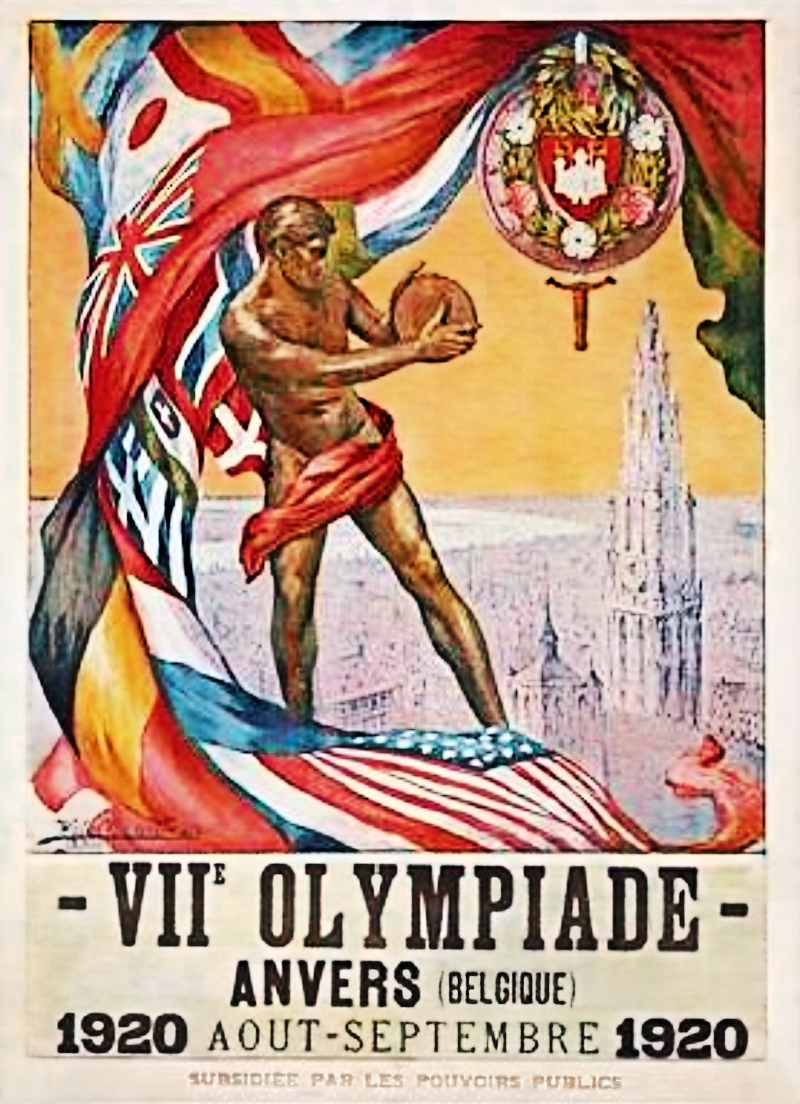
خذ جيرمين فان ديفوت فيدورة الألعاب الأولمبية في أنتويرب عام 1920
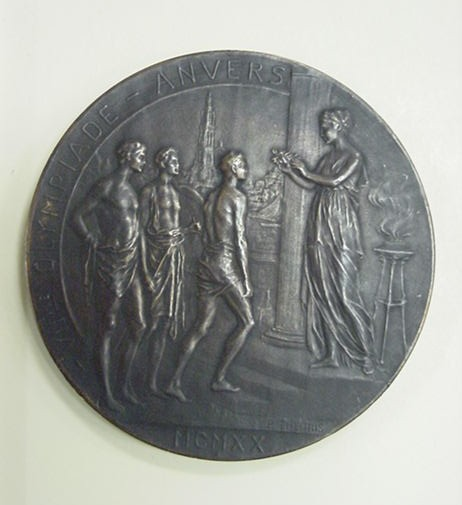
ميدالية المشاركة في دورة الألعاب الأولمبية في أنتويرب عام 1920.

## الحياة الشخصية
وُلدت جيرمين فان ديفوت في بروكسل كابنة المهندس المعماري هنري فان ديفوت ويوجيني ماسون. تزوجت من ويلي ديسيكر في أوكلي في 23 أغسطس 1937، ولم ينجبا أي أطفال.

## فهرس
- ثيو ماثي، قاموس الرياضة والرياضة البلجيكية ، بروكسل، طبعات بول ليجرين، 1982.

## روابط خارجية
- إيفانز, هيلاري; جيرد, أريلد; هيجمانز, جيرون; مالون, بل. "جيريمين فان ديفويت". على موقع Sports-Reference.com (بالإنجليزية). سبورتس رفرنس.{{استشهاد ويب}}:  صيانة الاستشهاد: url-status (link)
- أولمبيون فول، ناتيشن، أنفرز، 1920، جيرمين فان ديفويت، موقع هيرمان دي وائل
- سيرة جيرمين فان ديفويت
- تاريخ أولمبياد أنتويرب. ناجر في بلجيكا.
- سيرة جيرمين فان ديفويت الذاتية ا
- تاريخ عائلة جيرمين فان ديفويت
- ملفها الشخصي على موقع olympic.org